# بیسبال در المپیک تابستانی ۲۰۰۸

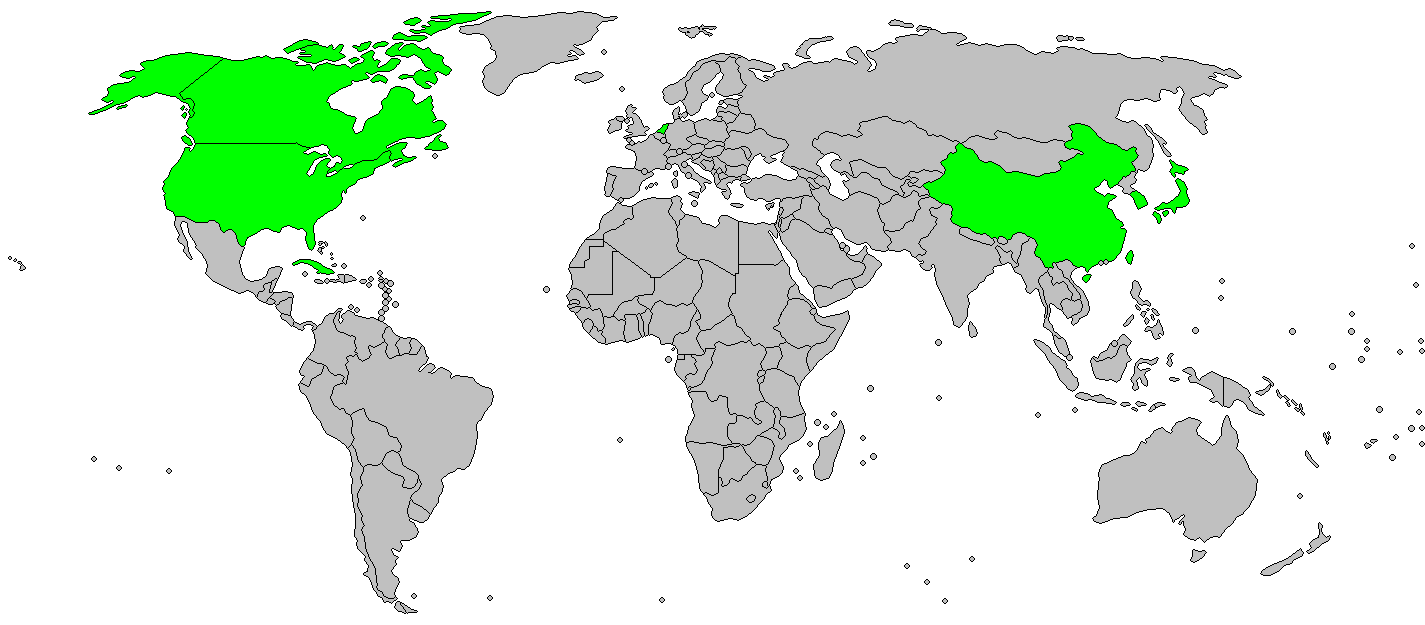
تیم‌های حاضر

بیسبال در بازی‌های المپیک تابستانی ۲۰۰۸ نام رویداد ورزش بیسبال در بازی‌های المپیک تابستانی بود که در سال ۲۰۰۸ برگزار شد. این مسابقات از ۱۳ تا ۲۳ اوت در پکن، چین برگزار شد. در این مسابقات ۸ تیم به رقابت با یک دیگر پرداختند.